# Орешани
Орешани (изписване до 1945 година: Орѣшани; на македонска литературна норма: Орешани) е село в община Зелениково, Северна Македония.

## География
Селото е разположено в областта Повардарие на десния бряг на река Вардар срещу село Таор, непосредствено преди началото на Таорската клисура на 20 километра югоизточно от столицата Скопие.

## История
В XIX век Орешани е село в Скопска каза на Османската империя. Според статистиката на Васил Кънчов („Македония. Етнография и статистика“) от 1900 г. Орѣшани е населявано от 60 жители българи християни и 60 арнаути мохамедани.
В началото на XX век цялото християнско население на селото е под върховенството на Българската екзархия. По данни на секретаря на екзархията Димитър Мишев („La Macédoine et sa Population Chrétienne“) в 1905 година в Орешани има 80 българи екзархисти.
След Междусъюзническата война в 1913 година селото попада в Сърбия.
На етническата си карта от 1927 година Леонард Шулце Йена показва Орешани (Orešani) като село с неясен етнически състав.
Според преброяването от 2002 година селото има 515 жители.
| Националност | Всичко |
| македонци    | 387    |
| албанци      | 103    |
| турци        | 1      |
| роми         | 4      |
| власи        | 0      |
| сърби        | 12     |
| бошняци      | 0      |
| други        | 8      |